# Konstantínos Mános (1785-1835)
Pour les articles homonymes, voir Famille Manos et Manos.
Konstantínos Mános est né au Phanar, dans l'Empire ottoman, en 1785 et décédé à Athènes, en Grèce, le 4 décembre 1835. C'est un juriste et un écrivain grec issu de la famille Manos.

## Biographie
Il est fils de Démétrios Mános, caicaman de Moldavie, et de son épouse Marioara Caradja. Il se maria avec Sevastia Argyrópoulos, fille de Iácobos Argyrópoulos et de son épouse Marioara Soutzo et ils furent les parents de Thrasývoulos Mános.
Konstantínos Mános est probablement l'auteur de « Τα κατά Κλεάνθην και Αβροκόμην » (imprimé à Buda en 1801 et à Trieste en 1811), une œuvre poétique qui s'inscrit dans le courant des Lumières. Il prépare également une traduction en grec du Jeune Anacharsis.
En 1821, il est condamné à mort en même temps que son beau-père, Iácobos Argyrópoulos, mais est finalement exilé à Bursa en 1824. Installé en Grèce à partir de 1828, il meurt à Athènes en 1835.
La troisième édition de son œuvre poétique est publiée en 1836.